# Ximo Vidal i Mora
Ximo Vidal i Mora (Gandia, 14 de gener de 1950) és un actor, director d'escena i autor teatral valencià de la «generació del Premi Sagarra».
Va fer el batxillerat al col·legi dels jesuïtes a València, i estudià teatre i audiovisuals a Barcelona i a Londres. Formà part del grup teatral gandià Pluja Teatre des dels seus inicis, en el qual exercí les funcions d'actor, director i autor (si bé posant en pràctica la «creació col·lectiva») en més d'una vintena de muntatges, fins a la seua jubilació. A part d'això, ha dirigit en altres companyies (L'Horta Teatre, La Popular i Teatre del Desig) representacions de Don Juan Tenorio i Cyrano de Bergerac, entre d'altres. Col·laborà com a ajudant de direcció d'Albert Boadella, amb Els Joglars, en un parell de muntatges teatrals: Vicenteta de Favara i By by Beethoven (1987-1988), i ha actuat ocasionalment sota la direcció de Carles Alberola (1994: Nit i dia) i de Luis García Berlanga (1995: Tres forasters de Madrid) en teatre, i en obres de cinema i sèries de televisió dirigides per Carles Mira (1992: Russafa 56), Rafa Higón (1993: La prueba), Vicente Tamarit (1993: El hombre de la nevera), J. L. García Sánchez (1995: Tranvía a la Malvarrosa) i Bigas Luna (1999: Son de mar). En diverses ocasions ha impartit cursos d'interpretació en la Universitat Popular de Gandia.

## Premis
- Premi València de Literatura, 1984.[4]

## Obres
Obres pròpies representades (selecció)
- La calça al garró (1982)
- Els quatre cosins germans (1984)
- Ara va de màgia (1989)
- L'amic invisible (1984)
- Planeta Shakespeare (1986)

Llibres
- El Supercaminal o Quedarem com Camot (1975)
- Sang i ceba (1977)
- Dona'm la lluna (1979)
- Ausiàs. Impromptu per a una representació (Ed. Diputació de València, 1985) ISBN 8450514452
- March nostàlgic (Gandia: Ajuntament de Beniarjó / CEIC Alfons el Vell, 1997) ISBN 8486927250